# Еомер
Еомер, син Еомунда (англ. Eomer, у деяких варіантах перекладу Йомер; роки життя — 2991—3084 Третьої Епохи або 63 Четвертої Епохи) — один з головних героїв роману Дж. Р. Р. Толкіна «Володар Перснів», племінник короля Рогану Теодена, брат Еовін.

## Ім'я
Ім'я «Еомер» ймовірно походить від давньоанглійських коренів і означає «славетний» Ім'я можна знайти у «Беовульфі» — англосаксонській поемі, котру перекладав і вивчав Дж. Р. Р. Толкін, частково відображений у його творчості в деяких персонажах. Також його звали Еадінґ (давньоангл. Eading — щасливий, процвітаючий, багатий).
У вигаданому світі Толкіна ім'я Еомер означає «Відомий кіньми», «Уславлений кіньми».

## Біографія

### Дитинство
У 2989 році Третьої Епохи сестра короля Теодена Теодвін вийшла заміж за правителя Остфолда Еомунда. У 2991 народився Еомер, а у 2995 — його сестра Еовін. У 3002 р. Еомунд переслідував орків у передгір'ях Емін Майл і потрапив у пастку: у горах серед скель причаїлася велика орда. Правитель загинув.
Невдовзі занедужала й померла Теодвін. Дітей на виховання узяв король Теоден і любив їх наче власних.
Еомер був схожим на батька, проте зростом був вищим ніж більшість рогірімів і в цьому успадкував риси своєї бабусі по матері Морвен з Лосарнаха, котру рогіріми прозвали Морвен Сталевий Блиск.

### Участь у Війні Персня
У молодості був призначений правителем Остфолду і маршалом Роганської марки. У лютому 3019 р. орки Сарумана напали на Вестфолд. У бою біля бродів ріки Ісен загинув син Теодена Теодред.
Незважаючи на протидію королівського радника Ґріми Гадючого Язика, Еомер намагався зробити все можливе задля оборони рубежів від Саруманових орд. Тому, всупереч королівському наказу, він, на чолі загону, знищив орду орків під керівництвом Уґлука та Ґрішнака і таким чином допоміг звільненню полонених — членів Братства Персня Переґріна Тука та Меріадока Брендіцапа та втечі їх до Фанґорна.
Після битви його загін зустрів Араґорна, Леґоласа та Ґімлі і, знов порушуючи встановлений порядок, не тільки не заарештував їх як чужинців і не допровадив до Едораса, але й надав їм коней з — під вбитих воїнів своєї дружини.
За порушення наказів, а також за напад на королівського радника Ґріму Гадючого Язика Еомер був відсторонений від командування і взятий під варту, де й перебував до прибуття в столицю Ґандальфа та його супутників. Після відсторонення Ґріми й зцілення Теодена Еомер був звільнений і відновлений на посаді командувача. Разом з Теоденом брав участь у битві при Гельмовому ярі та супроводжував короля і Гендальфа в руїни Ісенґарду. Після загибелі Теодена прийняв командування військом рогіримів у битві на Пеленнорських полях і очолював їх під час походу до Чорних Воріт.

### Король Рогану
Після перемоги над Сауроном Еомер став королем Рогану і підтвердив клятву Йорла завжди бути союзником Ґондору. Еомер правив 65 років — довше ніж його попередники, крім Алдора Старого. У 3021 році (останній рік Третьої Епохи він одружився з донькою князя Дол Амрота Імрагіля Лотіріель. Їхній син Ельфвін Світлий став наступником Еомера.
В час правління Еомера на землях марки настав довгоочікуваний мир, населення стало ще більшим, великі табуни паслися на рівнинах.
У походах короля Елесара на простори півдня та до далекого Рунного моря війська рогіримів на чолі з королем Еомером брали участь як союзники.

## Образ Еомера в екранізаціях

### Мультфільм
У анімаційній картині «Володар Перснів» 1978 р. режисера Рольфа Бакши Еомера зображено зрадником. У багатьох епізодах він відсутній, але тим не менше, все ж займає достатньо суттєве місце в сценарії. З'являється Еомер і в анімаційному фільмі «Повернення короля», що була знята Артуром Ренкіним і Жюлем Бессом.

### Кінотрилогія
У кінотрилогії Пітера Джексона «Володар Перснів» роль Еомера виконав новозеландський актор Карл Урбан. У порівнянні з текстом оригіналу його роль була дуже зменшеною та зміненою. Так, у фільмі «Володар Перснів: Дві Вежі» Еомер за наполяганням Ґріми Гадючого Язика виганяється з Едораса. Будучи вигнанцем, він очолює загін роганських вершників, зберігаючи при цьому вірність Теодену. Еомер веде свій загін на північ і на шляху, на межі лісу Фанґорн, розбиває загін орків, що направлявся в Ісенґард. Це були ті самі орки, що захопили в полон Меррі та Піппіна і за якими гналися Араґорн, Ґімлі та Леґолас. Під час битви гобітам вдається непоміченими втекти до Фанґорна. І лише наступного дня Еомер зустрічається з трьома мисливцями. Він розповідає про знищення орків, вказує на місце битви і дарує двох коней.
У екранізаціях Пітера Джексона Еомер і його загін грають вирішальну роль у битві при Гельмовому Яру. Саме за Еомером Ґандальф направляється до Едораса і веде його до Горнбурґа. Після перемоги разом з Теоденом, Ґандальфом, Араґорном, Ґімлі та Леґоласом направляється до Ісенґарда, щоб спробувати дізнатись від Сарумана про плани Ворога. Брав участь як вищий роганський полководець у битві на Пеленорських полях, після загибелі Теодена, очолював роганське військо та вів рогіримів у поході до Моранона.